# 瑙西卡

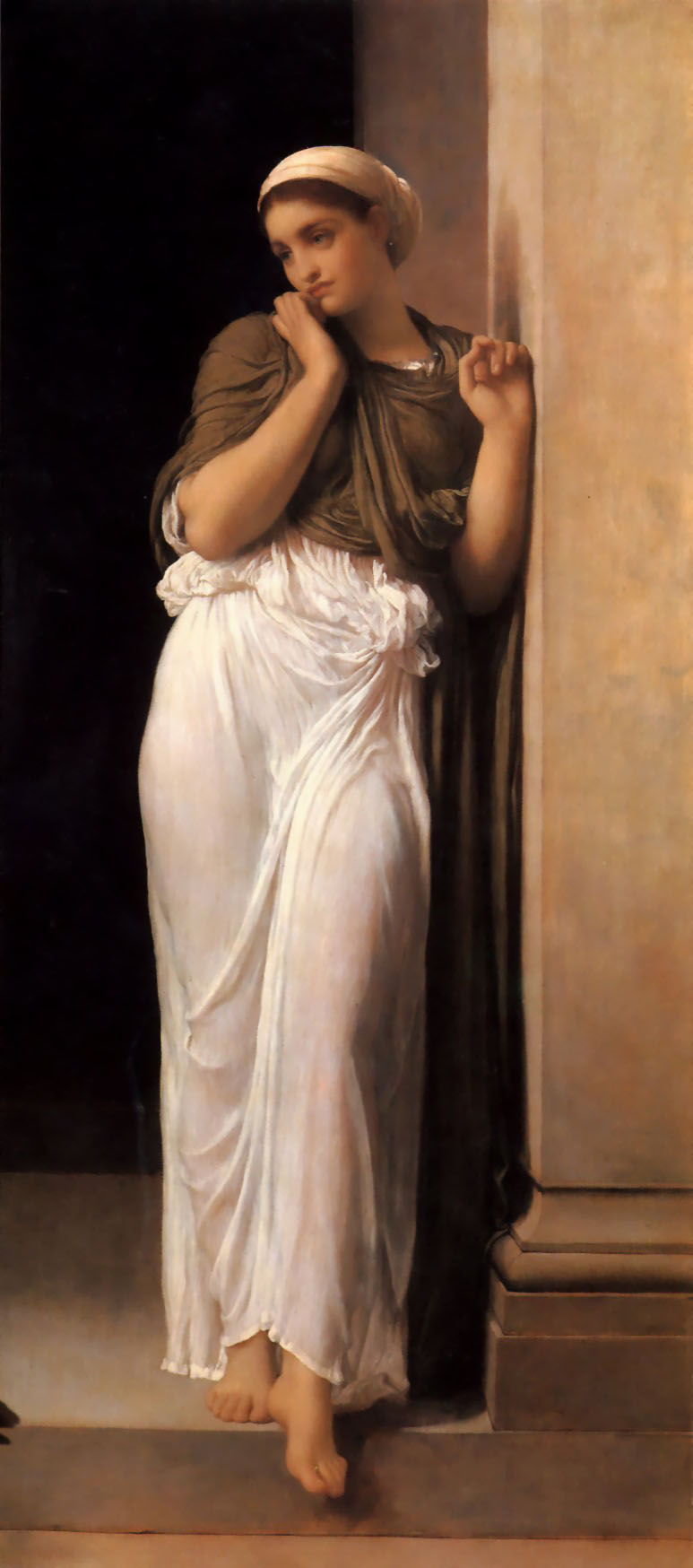
弗雷德里克·莱顿绘《瑙西卡》

瑙西卡亚（Ναυσικάα），或译瑙西卡，是希腊神话中法埃亚科安岛（Phaeaceans）的国王阿尔喀诺俄斯的女儿。她在荷马的《奥德赛》第六章中出场，扮演了相当重要的角色。

## 神話
根据《奥德赛》第六冊，由于波塞冬的暗中作祟，奥德修斯在这个岛屿附近遭遇海难，由于女神琉科忒亚的帮助而勉强生还。精疲力竭的他在一条河边找到了一處雙生橄欖樹叢，倒头睡去。当天晚上，女神雅典娜托梦给瑙西卡，告诉她将会成為新娘，但是叮嘱她要浣洗衣物，为婚礼作准备。第二天早上，得到喜讯的公主带着女伴们来到河边洗衣沐浴，然后玩起了皮球。她们的喧闹惊醒了奥德修斯，衣衫褴褛狼狈不堪的他决定向她们求救，奧德修斯深諳有求於人之道，由於女主角年輕又漂亮，奧德修斯問瑙西卡是人還是神？是神就一定是宙斯的女兒阿耳忒彌斯；勇敢的瑙西卡非常欣赏落魄的英雄，为他盥洗整装，并将他带到了王宫。在那里，英雄受到了应有的待遇，并向主人们讲述了一路上的奇遇，这构成了一大段故事中的故事。之后，國王看出女兒情歸此人而向他提親，但遭到婉拒。而瑙西卡還是将英雄送上了归程，叮嘱他要记得是她给了他第二次生命。有趣的是，不同於其他在這十年旅程中遇到的其他女人，奧德修斯回家後並未跟妻子提起瑙西卡，有人認為或許這也代表奧德修斯對於瑙西卡有份特殊的情感。
關於瑙西卡的結局，現存有兩個版本：
1. 一個版本傳說瑙西卡終生不嫁，從一個宮廷旅行至另一個宮廷，不斷詠唱奧德修斯和他的航海故事，成了第一個女吟遊詩人。
2. 另外，根據亞里士多德及克里特島的狄克提斯所說，她後來與奧德修斯的兒子忒勒玛科斯（Telemachus）結婚，並育有一子，名為佩尔塞普托利斯（Perseptolis）或普托利波尔托斯（Ptoliporthus）。

## 其他
- 宫崎骏的电影《风之谷》中的女主角“娜乌西卡”取自这个人物；
- 小行星192 （Nausicaa）根據瑙西卡來命名。